# The Radio Dept.
The Radio Dept. é uma banda de indie pop, synthpop, shoegaze, dream pop e rock alternativo de Lund, na Suécia, e atualmente está ligada à gravadora Labrador Records. 

## História
A banda The Radio Dept. foi criada em 1995 pelos colegas de escola Elin Almered e Johan Duncanson, que nomearam o grupo inspirados em uma loja de reparo chamada “Radioavdelningen” (The Radio Dept. em sueco). No entanto, Almered e Duncanson deixaram de tocar juntos, colocando a banda em um hiato. 3 anos depois, em 1998, Duncanson voltou a fazer música, mas com Martin Larsson, e eles decidiram manter o nome original do projeto.
Em 2001, a namorada de Larsson, Lisa Carlberg, juntou-se à banda no baixo, seguida por Per Blomgren na bateria e por Daniel Tjäder nos teclados.   Na mesma época, a banda enviou algumas gravações para a revista sueca de música Sonic e recebeu um review positivo, tornando-se destaque no CD de amostras que vinha anexado à edição. A Labrador Records ouviu o trabalho do grupo no disco e ofereceu um contrato para os integrantes.
O álbum de estréia, Lesser Matters, foi bem recebido pela imprensa musical, alcançando uma avaliação de 10 em 10 na revista britânica especializada em música NME. Per Blomgren deixou o grupo antes do lançamento desse álbum, e Lisa Carlberg abandonou o projeto depois do lançamento do EP This Past Week. De acordo com declaração no site da banda, o grupo decidiu usar faixas de bateria digital e afirmou que, para o 2º álbum, eles estavam “assumindo uma nova direção […], o que não exigiria um membro que tocasse violão”.
No início de 2006, The Radio Dept. lançou o seu 2º álbum, Pet Grief. Os zumbidos distorcidos que adornaram a maior parte do seu álbum de estreia foram substituídos por sintetizadores. O álbum só chegou a se espalhar pela Europa no final desse mesmo ano. Com pouco apoio para a turnê, Pet Grief não conquistou reconhecimento, e as críticas foram bem diversas. A NME classificou o álbum com nota 7 de 10, mas outras revistas não foram tão positivas.
No entanto, graças à internet, o grupo garantiu a sua popularidade entre uma crescente base de fãs em todo o mundo. Além disso, o grupo ganhou mais reconhecimento depois que 3 de suas músicas (“Keen on Boys”, “Pulling Our Weight” e “I Don’t Like it Like This”) foram incluídas na trilha sonora do filme Maria Antonieta, dirigido por Sofia Coppola.
A banda lançou um novo EP em maio de 2008 intitulado Freddie and The Trojan Horse. Outro EP, David, foi lançado em junho de 2009, e a música homônima foi disponibilizada para download sem nenhum custo. A banda lançou o seu 3º álbum, Clinging to a Scheme, em abril de 2010.
Em janeiro de 2011, foi a vez de The Radio Dept. apresentar o seu 1º álbum de compilação, Passive Aggressive: Singles 2002–2010. Ele contém lados A e muitos dos lados B e outras raridades do grupo. Nesse mesmo ano, o grupo foi nomeado no Grammy sueco às categorias Álbum do Ano e Banda do Ano e fez uma turnê pelo México e pelos Estados Unidos.
Em 2012, visitaram a América Latina e, em 2013, viajaram pela Turquia e por países da Ásia.
O grupo lançou o seu 4º e mais recente álbum em outubro de 2016, intitulado Running Out of Love.

## Influências
As músicas da banda The Radio Dept. estão relacionadas a gêneros musicais como indie pop, synthpop, shoegaze, dream pop e rock alternativo. Por causa disso, os críticos costumam comparar o trabalho do grupo com as canções de Cocteau Twins, Pet Shop Boys e My Bloody Valentine. 
Já em seu site, os integrantes da banda citam influências como Broadcast, Charles Aznavour, Chet Baker, Fennesz, Frank Sinatra, Jonathan Richman, Joy Division, Junior Boys, Kevin Rowland, Kraftwerk, Neu!, Nick Drake, Orange Juice, Paddy McAloon, Prefab Sprout, Saint Etienne, The Avalanches e The Pale Fountains. 

## Discografia

### Álbuns
- 2003: Lesser Matters
- 2006: Pet Grief
- 2010: Clinging to a Scheme
- 2011: Passive Aggressive: Singles 2002–2010
- 2016: Running Out of Love

### EPs
- 2002: Annie Laurie
- 2002: Where Damage Isn’t Already Done
- 2003: Liebling
- 2003: Pulling Our Weight
- 2004: Why Won’t You Talk About it?
- 2004: Ewan
- 2005: This Past Week
- 2006: The Worst Taste in Music
- 2008: Freddie and the Trojan Horse
- 2009: David
- 2010: Heaven’s on Fire
- 2010: Never Follow Suit
- 2017: Teach Me to Forget

### Singles
- 2002: Against the Tide
- 2006: We Made the Team
- 2010: The New Improved Hypocrisy
- 2014: Death to Fascism
- 2015: Occupied
- 2015: This Repeated Sodomy
- 2016: Swedish Guns
- 2016: We Got Game
- 2018: Your True Name
- 2018: Going Down Swinging

### Álbuns ao vivo
- 2009: Live in New York